# 淵海龍屬
淵海龍屬，為輻鰭魚綱棘背魚目海龍科的其中一屬。

## 下属物种
- 桑吉巴爾淵海龍（Bryx analicarens）
- 鄧氏淵海龍（Bryx dunckeri）
- Bryx randalli
- 淵海龍（Bryx veleronis）